# 오야촌 (미야기현 모토요시군)
오야촌(大谷村)은 1955년까지 미야기현 모토요시군의 중부에 있던 촌이다. 현재의 게센누마시에 해당한다.

## 역사
- 1889년 4월 1일 - 정촌제 시행에 수반해 오야촌 단독으로 촌제를 시행하였다.
- 1955년 3월 30일 - 쓰야정, 고이즈미촌과 합병해, 모토요시정이 되었다.

## 참고문헌
- 『宮城県町村合併誌』（宮城県地方課、1958）